# MCV/Develop
«MCV/Develop» (раніше «MCV» та «Market for Computer & Video Games») — британський галузевий часопис, який фокусується на бізнес-аспектах індустрії відеоігор. Видається щомісяця компанією Biz Media, дочірньою компанією медіагрупи Datateam, і доступний у друкованому та цифровому вигляді. Спочатку називався «MCV», у 2018 році поглинув активи споріднених часописів (включно з «Develop»), а у 2019 році змінив назву на «MCV/Develop».

## Історія
«MCV» був заснований у вересні 1998 року колишніми співробітниками «Computer Trade Weekly» («CTW») Стюартом Дінсі, редактором, Лізою Картер (тоді Фостер), заступником редактора, Алексом Моргемом (тоді Джарвісом), менеджером з продажу та Дейвом Робертсом. «CTW» виходив щотижня з вересня 1984 року і до 1998 року був офіційною газетою «ELSPA» (Європейської асоціації видавців програмного забезпечення для дозвілля), а також засновником і спонсором «ECTS» (Європейської комп'ютерної виставки). Стюарт Дінсі залишив «MCV» у 2013 році після продажу компанії роком раніше. Наразі Стюарт є головою «Curve Digital» та директором правління «Ukie».
У листопаді 2017 року NewBay Media, власник «MCV» на той час, оголосив, що вебсайти, журнали та події споріднених журналів «Develop» та «Esports Pro» будуть поглинуті «MCV» до початку 2018 року, а об'єднаний журнал перейде на щомісячну періодичність. NewBay Media була придбана Future Publishing у квітні 2018 року. У грудні 2018 року Future вирішила продати кілька своїх бізнес-брендів, у тому числі «MCV», медіагрупі Datateam. Угода була завершена в січні 2019 року, і Datateam створила нову дочірню компанію Biz Media, яка стала материнською для колишніх брендів Future. У жовтні того ж року «MCV» було ребрендовано на «MCV/Develop», щоб відродити бренд «Develop» після його закриття у 2018 році.
Сет Бартон був редактором «MCV/Develop» з 2016 по 2021 рік, після чого пішов у PlayStation; 1 листопада 2021 року його замінив Річі Шумейкер.

### MCV/Develop Awards
«MCV/Develop Awards» — це щорічна премія, що проводиться з 2002 року, відкрита для видавництв, роздрібної торгівлі та дистрибуції, а конкурсні роботи оцінюються незалежною групою експертів.